# Marvin Stalder
Marvin Frederick Stalder (* 9. Dezember 1905 in Riverside, Kalifornien; † 2. September 1982 in Kerrville, Texas) war ein US-amerikanischer Ruderer. 
Der 1,85 m große Marvin Stalder studierte an der University of California, Berkeley, und gehörte dem Ruderteam der Universitäts-Sportmannschaft Golden Bears an. Bei den Olympischen Spielen 1928 vertrat der Achter der Golden Bears in der Aufstellung Marvin Stalder, John Brinck, Francis Frederick, William Thompson, William Dally, James Workman, Hubert Caldwell, Peter Donlon und Steuermann Donald Blessing die Vereinigten Staaten. Die US-Ruderer siegten in allen fünf Rennen, im Finale besiegten sie den britischen Achter. Damit begründeten sie eine Tradition der Rudermannschaft der Golden Bears, die auch 1932 und 1948 den im olympischen Finale siegreichen Achter stellten.
Stalder ging nach seinem Studienabschluss zur United States Army und wechselte 1947 nach der Trennung der Teilstreitkräfte zur neugegründeten United States Air Force. Bei seiner Pensionierung war er Oberst der Air Force.